# مصدر ثانوي

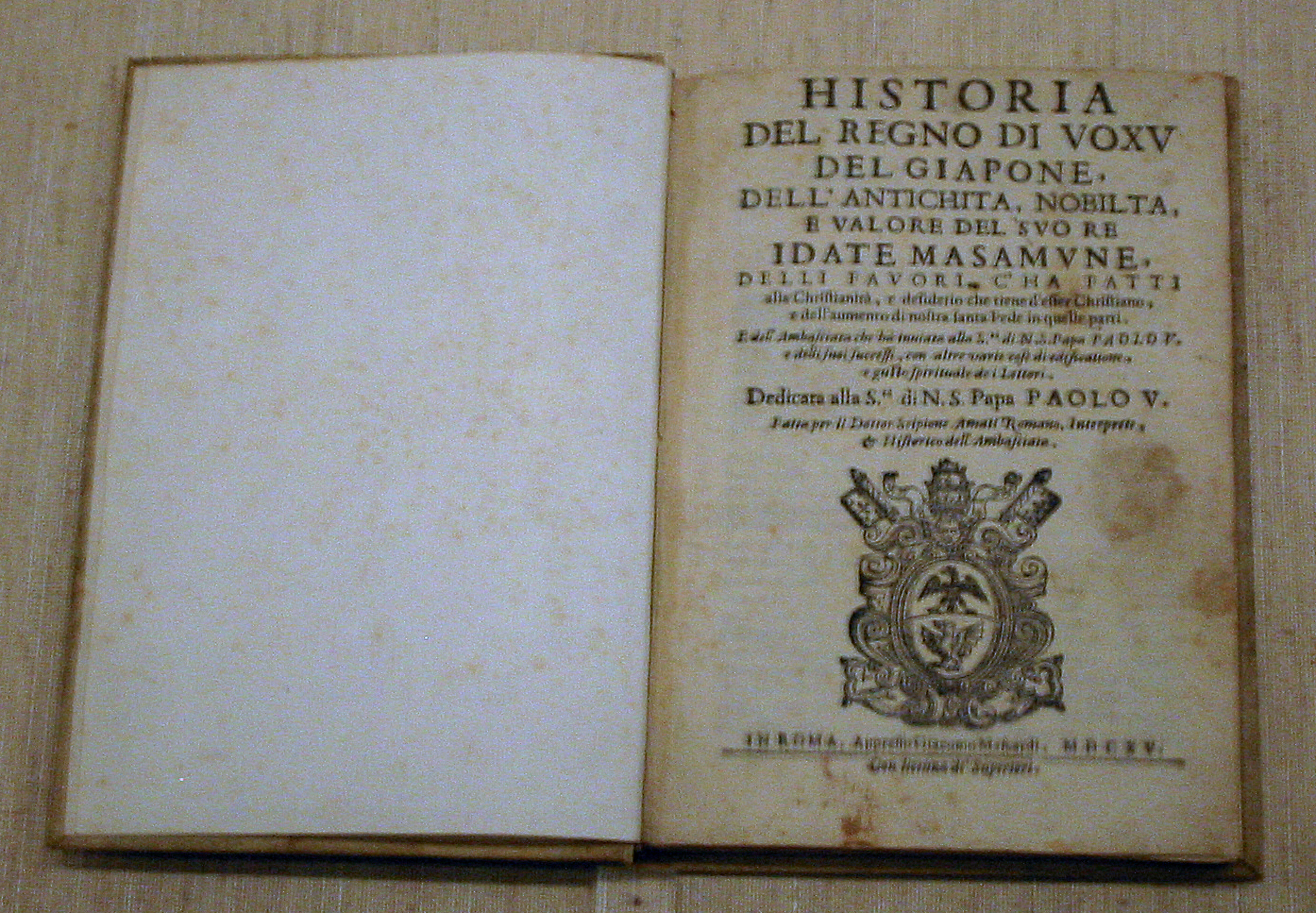

يُعرف المصدر الثانوي في المعارف بأنه وثيقة أو تسجيل يرتبط بالمعلومات المقدمة بالأصل في مكان آخر أو يناقشها. يتناقض المصدر الثانوي مع المصدر الأولي، وهو المصدر الأصلي للمعلومات التي تُناقش؛ يمكن أن يكون المصدر الأولي شخصًا لديه معرفة مباشرة بموقف ما، أو مستند أنشأه هذا الشخص بذات نفسه.
المصدر الثانوي هو المصدر الذي يوفر معلومات حول المصدر الأولي. تُحدد المعلومات الأصلية وتُعدل وتُرتب في تنسيق مناسب ضمن المصدر الثانوي. تتضمن المصادر الثانوية تعميم المعلومات الأصلية أو تحليلها أو تفسيرها أو تقييمها.
قد لا يكون التصنيف الأكثر دقة لأي مصدر واضحًا بشكل دائم. يُعتبر كل من الأولي والثانوي مصطلحات نسبية، وقد تُصنف بعض المصادر على أنها أولية أو ثانوية اعتمادًا على كيفية استخدامها. المصدر الثالث مثل الموسوعة أو القاموس هو المستوى الثالث من المصادر، إذ يشبه المصدر الثانوي من حيث احتوائه على تحليل للمعلومات الأصلية، لكنه يحاول تقديم نظرة عامة تمهيدية واسعة لموضوع ما.

## التصنيف
يمكن أخذ المعلومات من مجموعة واسعة من المصادر، لكن نظام التصنيف هذا مفيد فقط لفئة من المصادر تسمى بالمصادر الرمزية. المصادر الرمزية هي المصادر التي تهدف إلى نقل المعلومات إلى شخص ما. تشتمل المصادر الرمزية الشائعة على مستندات مكتوبة مثل الرسائل والملاحظات، ولكنها لا تتضمن -على سبيل المثال- أجزاءً من الفخار المكسور وفضلات الطعام المستخرجة من مكب قمامة قديم، بغض النظر عن مقدار المعلومات التي يمكن استخراجها من كومة قمامة قديمة، أو كمية المعلومات القليلة المستخرجة من وثيقة مكتوبة.
يمكن تحديد ما إذا كانت العديد من المصادر أولية أو ثانوية اعتمادًا على السياق الذي تستخدم فيه. علاوةً على ذلك، فإن التمييز بين المصادر الأولية والثانوية هو أمر موضوعي وسياقي، إذ يصعب وضع تعريفات دقيقة لكل نوع منهما. على سبيل المثال، إذا كان النص التاريخي يناقش وثائقًا قديمة لاستخلاص استنتاج تاريخي جديد، فيُعتبر عندها مصدرًا أساسيًا للنتيجة الجديدة، ولكنه مصدر ثانوي للمعلومات الموجودة مسبقًا في الوثائق القديمة. يُعتبر النعي أو الدراسة الاستقصائية للعديد من مجلدات دورية ما لحساب تواتر المقالات حول موضوع معين، من الأمثلة الأخرى التي يمكن أن يكون فيها المصدر أساسيًا وثانويًا بنفس الوقت.
من الممكن أن يتغير ما إذا كان المصدر أوليًا أو ثانويًا في سياق معين، ويتوقف هذا الأمر على الحالة الراهنة للمعارف المُدرَكة في حقل علمي ما. على سبيل المثال، إذا أشار المستند إلى محتويات رسالة سابقة ولكن غير مكتشفة، يمكن اعتبار هذا المستند «أساسي»، لأنه أقرب شيء معروف للمصدر الأصلي، ولكن إذا عُثر على الرسالة لاحقًا، فقد يُعتبر حينها «ثانويًا».
تحتاج محاولات رسم خريطة أو وضع نموذج اتصال علمي وأكاديمي إلى مفاهيم «المستويات» الأولية والثانوية وغيرها. يُعد نموذج «يو إن آي إس آي إس تي» (UNISIST) لنشر المعلومات، أحد هذه النماذج. تُعرّف هذه المفاهيم ضمن هذا النموذج بناءً على ارتباطها ببعضها البعض، ويرتبط قبول هذه الطريقة في تحديد المفاهيم بقبول النموذج نفسه.
تستخدم بعض اللغات الحديثة الأخرى أكثر من كلمة واحدة للكلمة الإنجليزية «source» (مصدر). عادة ما تستخدم اللغة الألمانية كلمة «Sekundärliteratur» («الأدب الثانوي») للمصادر الثانوية للحقائق التاريخية، في حين تستعمل مصطلح «Sekundärquelle» («المصدر الثانوي») لعلم التأريخ. تستعمل الألمانية كلمة «ekundärquell» للتعبير عن المصدر الذي قد يخبرنا عن «Primärquelle» المصدر الرئيسي المفقود («المصدر الأولي»)، مثل رسالة يقتبس من المحاضر التي لم تعد موجودة، وبالتالي لا يمكن استشارة مؤرخها.

## العلوم والتكنولوجيا والطب
تُوصف المصادر الثانوية بشكل عام بأنها مقالات مراجعة أو تحليلات تلوية.
عادةً ما تُعرف مواد المصدر الأساسي على أنها «أوراق بحثية أصلية كتبها العلماء الذين أجروا الدراسة بالفعل». تُعد أقسام الغاية والطرق والنتائج والاستنتاجات في الورقة البحثية (في أسلوب IMRAD) ضمن دراسة ما قام بها مجموعة من الباحثين في دورية علمية معينة، مثالًا على مواد المصدر الأولي. قد يشتمل المصدر الثانوي في بعض المجالات على ملخص للأدبيات العلمية في مقدمة ورقة البحث العلمي، أو وصف لما هو معروف عن مرض أو علاج في فصل ما في كتاب مرجعي، أو ملخص لمراجعة الأدبيات المتاحة. تُعتبر الدراسة الاستقصائية للأعمال السابقة في هذا المجال ضمن مصدر أولي خاضع لاستعراض الأقران، معلومات المصدر الثانوي؛ ويسمح هذا الأمر بتحديد المصادر الثانوية للنتائج الحديثة في المجالات التي لم تنشر فيها بعد مراجعة كاملة للمقالات.
تُعتبر مراجعة الكتاب التي تحتوي على حكم المراجع على الكتاب مصدرًا رئيسيًا لرأي المراجع، ومصدرًا ثانويًا لمحتويات الكتاب. ويُعتبر ملخص الكتاب ضمن المراجعة مصدرًا ثانويًا أيضًا.

### علم المكتباتوالمعلومات
تعتبر المصادر الثانوية في مجال في علم المكتبات والمعلومات، تلك المصادر التي تلخص أو تضيف تعليقات إلى المصادر الأولية في سياق المعلومات أو الفكرة المعينة قيد الدراسة.

### الرياضيات
كان وضع الأفكار والبراهين الرياضية الصعبة الموجودة في المصادر الأولية في متناول العامة بشكل أكبر أهم استعمال للمصادر الثانوية في مجال الرياضيات؛ ومن المتوقع أن تؤدي المصادر الثالثة دورًا تمهيديًا في مصادر العلوم الأخرى.

### القانون
في المجال القانوني، يعتبر تصنيف المصدر مهمًا لأن الحمل على قبول المصدر يعتمد عادةً على تاريخه. قد تشمل المصادر الأولية القضايا والدساتير والقوانين واللوائح الإدارية وغيرها من مصادر السلطة القانونية الملزمة، في حين قد تشمل المصادر القانونية الثانوية كلًا من الكتب والعناوين الرئيسية لتقارير الحالات والمقالات والموسوعات. عادة ما يفضل الكتاب القانونيون الاستشهاد بالمصادر الأولية لأن المصادر الأولية فقط هي الموثوقة والسابقة قضائيًا، في حين أن المصادر الثانوية مقنعة فقط في أحسن الأحوال.

### التاريخ العائلي
«المصدر الثانوي هو سجل أو بيان لحدث أو ظرف أدلى به شاهد غير عيان أو شخص ليس له صلة وثيقة بالحدث أو الظروف، ومسجل أو مذكور شفهياً سواء خلال الحدث أو في وقت ما بعد وقوعه، أو بواسطة شاهد عيان في وقتٍ ما بعد وقوع الحدث عندما تكون مشكلة قابلية خطأ الذاكرة عاملًا مهمًا». وبالتالي، وفقًا لهذا التعريف، يُعتبر الوصف المباشر المكتوب بعد فترة طويلة من وقوع الحدث «عندما تكون مشكلة قابلية خطأ الذاكرة عاملًا مهمًا» مصدرًا ثانويًا، على الرغم من أنه قد يكون أول وصف منشور لهذا الحدث.

### السير الذاتية
يمكن أن تكون السيرة الذاتية مصدرًا ثانويًا في التاريخ أو العلوم الإنسانية عند استخدامها للحصول على معلومات حول موضوعات أخرى غير موضوعها. على سبيل المثال، تأثرت العديد من الروايات المباشرة لأحداث الحرب العالمية الأولى المكتوبة في سنوات ما بعد الحرب بتصور الحرب السائد، الذي اختلف بشكل تام عن الرأي المعاصر.